# 中春路站
中春路站（机场联络线工程名七宝站）位于中华人民共和国上海市闵行区七宝镇沪松公路与中春路交叉口，是上海地铁9号线与上海轨道交通机场联络线的地铁与市域铁路换乘站，於2007年12月29日啟用。两线付费区间设有闸机分割，但因目前市域线與地铁间的计费结算改由时间判定而未实际使用。
中春路站机场联络线站體的建设以“水韵石桥”为主题，横跨河流自然而纯粹，造型中提取了石拱桥的形态和河流元素。提取上海特有的“绞圈房子”中的结构线条，打造艺术灯具。机场联络线站體还通过体块变化、切割元素，从而打破原建筑空间局限性，增添节奏变化。机场联络线站體室内的综合管线整合在站厅两侧，从而使车站空间最大化。

## 历史
9号线最初设计中无中春路站，仅在现中春路站西侧设置往九亭车辆段的两座岔道井，2004年3月，铁道部修改上海铁路枢纽布局，计划在七宝地区修建高速铁路车站，此后上海市决定将2号线、10号线引入七宝客站，当年11月申通地铁正式决定在9号线线路上增加中春路站，当时两座岔道井已经开工并部分建成，最终在东岔道井东侧，将已有的岔道井扩建为车站，2005年3月完成设计修改，5月开始进行施工图设计，此时铁道部将拟定高速铁路车站改至虹桥，成为上海虹桥站；申通地铁此后未取消中春路站，2、10号线改走虹桥，形成现今的布局。:86-87
2024年6月25日，为配合机场联络线站體换乘通道施工，地铁中春路站4、5号出入口暂时封闭施工。10月22日，6号口也封闭施工，4、6号口预计于12月15日恢复使用，而5号口则于11月22日宣布撤销并改为逃生通道，6、7号口则分别改名5、6号口。12月27日，伴随著机场联络线首通段的开通，車站的机场联络线站體亦啓用。

## 车站结构
由于中春路站9号线站體在设计期间高铁站选址七宝，9号线站體按大型枢纽车站建设，原位于七宝站的折返线也移至中春路设置，曾计划为日常运营的小交路折返点。车站也预留了往2、10号线的换乘通道:85，现未使用。
| 地上二层 | 机场联络线站厅     | 票务服务、自动售票机、人工服务台          |                    |                    |
| 地面层   | 出入口             | 1-6、8-9出入口                            |                    |                    |
|          | 侧式站台，左侧开门 |                                           |                    |                    |
|          |                    | █ 市域机场线 往浦东1号2号航站楼（景洪路） |                    |                    |
|          |                    | █ 市域机场线 往虹桥2号航站楼（终点站）    |                    |                    |
|          | 侧式站台，左侧开门 |                                           |                    |                    |
| 地下一层 | 9号线站厅          | 票务服务、自动售票机、人工服务台          |                    |                    |
| 地下二层 | 侧式站台，右侧开门 | 侧式站台，右侧开门                        | 侧式站台，右侧开门 | 侧式站台，右侧开门 |
|          | ①站台              | █ 9号线 往上海松江站（九亭）              |                    |                    |
|          |                    | █ 9号线 存车线                            |                    |                    |
|          | 岛式站台，左侧开门 |                                           |                    |                    |
|          | ②站台              | █ 9号线 往曹路（七宝）                    |                    |                    |

### 车站出口
中春路站共有9个出入口，目前开放8个出入口，其中1-6号口连通9号线站厅，8-9号口连通市域机场线站厅。由于机场联络线换乘通道建设，9号线车站原5号出入口被拆除并改造为逃生通道，原6、7号口更名为新5、6号口。各出入口如下所示：
| 出口编号            | 建议前往目的地       | 照片           |
| 连通 9号线站厅      | 连通 9号线站厅       | 连通 9号线站厅 |
| ------------------- | -------------------- | -------------- |
| 1 · 出口            | 中春路               |                |
| 2 · 出口            | 中春路               |                |
| 3 · 出口            | 沪松公路             |                |
| 4 · 出口            | 沪松公路             |                |
| 5 · 出口            | 沪松公路（暂停使用） |                |
| 6 · 出口 · （设有） | 华宝路               |                |
| 连通 市域机场线站厅 |                      |                |
| 8 · 出口 · （设有） | 沪松公路，新龙路     |                |
| 9 · A · 出口        | 新龙路               |                |
| 9 · B · 出口        | 新龙路               |                |
| 图例： 设有         |                      |                |

## 利用情况
自机场联络线启用后，中春路站成为机场联络线客流量较大的车站之一，日均换乘客流高达7000-8000人，大部分换乘乘客居住于松江区。而9号线松江段常年处于高负荷状态，亦是松江区唯一的轨道交通线；机场联络线的开通令乘客提供第二种选择，可以以更快的时间抵达目的地。